# Jaume Pons Lladó
Jaume Pons Lladó (Binissalem, 1965) és un escriptor mallorquí.
Llicenciat en Història de l'Art, va completar la seva formació amb diversos cursos de tècnica narrativa a l'Escola d'Escriptura de l'Ateneu Barcelonès. Treballa a l'Ajuntament de Calvià. Va debutar en el món de la novel·la amb Mentre el llop encara aleni (Premi Maria Antònia Oliver de Novel·la Ciutat de Manacor 2014), que gira en torn del món dels bandolers a la Mallorca del segle xvi. El 2017 va guanyar el VIII Premi Pollença de narrativa, dins els Premis Pollença de Literatura, amb Una pluja pertinaç, novel·la que se situa en la Palma de 1812, plena de refugiats peninsulars que en l'apogeu de la Guerra del Francès fugen de les tropes napoleòniques.

## Obra
- Mentre el llop encara aleni. Manacor: Món de llibres, 2014.
- Una pluja pertinaç. Pollença: El Gall Editor, 2018.